# Zamarada astyphela
Zamarada astyphela là một loài bướm đêm trong họ Geometridae.